# Hallenweltmeisterschaften im Bogenschießen
Die Hallenweltmeisterschaften im Bogenschießen wurden von 1991 bis 2018 von der World Archery Federation veranstaltet. Die Hallenweltmeisterschaften wurden im Zweijahresrhythmus ausgetragen. Ausnahme war der Zeitraum zwischen 2009 und 2012.
Bis 1993 umfasste das Wettkampfprogramm ausschließlich Einzeldisziplinen mit dem Recurve- und Compoundbogen. Ab 1995 wurden auch Teamwettbewerbe ins Wettkampfprogramm aufgenommen.

## Austragungen
| Nr. | Jahr | Austragungsort                     | Disziplinen |
| --- | ---- | ---------------------------------- | ----------- |
| 1   | 1991 | Oulu, Finnland                     | 4           |
| 2   | 1993 | Perpignan, Frankreich              | 4           |
| 3   | 1995 | Birmingham, Vereinigtes Königreich | 8           |
| 4   | 1997 | Istanbul, Türkei                   | 8           |
| 5   | 1999 | Havanna, Kuba                      | 8           |
| 6   | 2001 | Florenz, Italien                   | 8           |
| 7   | 2003 | Nîmes, Frankreich                  | 8           |
| 8   | 2005 | Aalborg, Dänemark                  | 8           |
| 9   | 2007 | Izmir, Türkei                      | 8           |
| 10  | 2009 | Rzeszów, Polen                     | 8           |
| 11  | 2012 | Las Vegas, Vereinigte Staaten      | 8           |
| 12  | 2014 | Nîmes, Frankreich                  | 8           |
| 13  | 2016 | Ankara, Türkei                     | 8           |
| 14  | 2018 | Yankton, Vereinigte Staaten        | 8           |